# Перенос столицы России из Москвы в Санкт-Петербург
В 1712—1714 годах столица России была перенесена из Москвы в Санкт-Петербург.
В ходе Северной войны Россия получила выход к Балтийскому морю. Там был основан первый в России город, построенный по европейским канонам. В него была перенесена столица, так как этот город был ближе к Европе и производил лучшее впечатление на иностранцев. Также Петру I требовалась столица на морском побережье — «чтобы гости из других стран могли приплывать к царю по морю, а не преодолевать опасную дорогу до Москвы». Перенос состоялся до формального присоединения земель к России по Ништадтскому договору, таким образом, столица размещалась на территории, формально принадлежавшей другому государству.
Формального указа или царского манифеста о переносе столицы не издавалось. Фактически перемещение столичных функций началось в 1710 году, когда в Санкт-Петербург стали переезжать высшие чиновники, а за ними в 1711 году — сенаторы. В том же году на берегах Невы появилось персидское посольство, а в 1712 году сюда прибыли посланники Великобритании, Франции, Голландии и Пруссии. В том же 1712 году в Петербурге обосновался царский двор. Приказные и сенатские учреждения (то есть органы исполнительной власти) перебирались из Москвы в Санкт-Петербург в 1713—1714 годах.
Несмотря на обратный перенос столицы в 1728 году, с 1732 года Санкт-Петербург (с 1914 г. — Петроград) непрерывно оставался столицей до 1918 года.